# Mimosa torresiae
Mimosa torresiae là một loài thực vật có hoa trong họ Đậu. Loài này được R. Grether miêu tả khoa học đầu tiên năm 1990.